# Villa Castello Minola
La Villa Castello Minola, detta anche Castello Bernini, è una storica residenza di Stresa in Italia.

## Storia
La villa venne edificata nel 1914 su commissione del cavaliere Giacomo Minola, imprenditore di origine genovese che, partito a tredici anni per Buenos Aires, fece fortuna nelle Americhe aprendo due negozi di ombrelli e ventagli, ma anche rivendendo immobili, venendo per questo soprannominato "Santiago". Il progetto e la costruzione della villa vennero affidati a Vasco Capucci. 

## Descrizione
La villa sorge nell'antico centro di Vedasco, una frazione di Stresa, di fronte alla cinquecentesca chiesa di Vedasco.
Architettonicamente l'edificio riprende gli elementi di un castello (stile neocastellano), estremamente diffuso tra la fine dell'Ottocento e i primi decenni del XX secolo, seguendo le "improvvisazioni" sul tema medievale di tanti progettisti, tra i quali ricordiamo, Gino Coppedè, celebre architetto, scultore e decoratore. La Villa Minola si eleva da una base quadrata, da cui si elevano diverse articolazioni. 
Elemento che caratterizza la villa è la torre belvedere con terrazza panoramica, particolarizzatata dalla presenza di quadrifore. Sul frontale venne posizionata una lapide con la scritta: "A dispetto dei maligni, il sole risplende".